# Пуфінур магеланський
Пуфінур магеланський (Pelecanoides magellani) — вид буревісникоподібних птахів родини пуфінурових (Pelecanoididae).

## Поширення
Птах поширений вздовж південного узбережжя Аргентини та Чилі.

## Спосіб життя
Мешкає вздовж морського узбережжя. Живиться рибою та ракоподібними. Гніздиться на островах та важкодоступних місцях на скелястих берегах. Гніздо має вигляд невеликої ямки у землі або гуано. У гнізді одне яйце.